# Марго Кретьєн
Марго Кретьєн (фр. Margaux Chrétien, 11 грудня 1992) — французька синхронна плавчиня.
Учасниця Олімпійських Ігор 2016 року, де в змаганнях дуетів разом з Лаурою Оже посіла 8-ме місце.